# Капустяны (Решетиловский район)
Капустяны (укр. Капустяни, до 2016 года — Фрунзовка) — село,
Шевченковский сельский совет,
Решетиловский район,
Полтавская область,
Украина.
Код КОАТУУ — 5324285607. Население по переписи 2001 года составляло 191 человек.

## Географическое положение
Село Капустяны находится на левом берегу реки Говтва, выше по течению на расстоянии в 5 км расположено село Пасечники, ниже по течению на расстоянии в 0,5 км расположено село Шевченково, на противоположном берегу — село Подок. Рядом проходит автомобильная дорога Р-52.

## История
Село Фрунзовка образовано в 1939 года в результате объединения хуторов Капустяны, Лашки,